# Argentinska bandyunionen
Argentinska bandyunionen är det styrande organet för bandy och rinkbandy i Argentina. Huvudkontoret ligger i Mar del Plata. Argentine Bandy Union grundades 2008 och blev medlem i Federation of International Bandy samma år.